# 礁石上的黑狗
《礁石上的黑狗》（英语：A Black Dog By The Reef）是一部2023年中華人民共和國剧情长片，该片为王庭甫、熊思行導演共同指導的首部电影作品，由曾怀毅、易辉、钟林煜领衔主演。该片聚焦九零後抑鬱症的現狀，在疫情時代下一個深圳家庭面對未知未來的狀態。

## 外部連結
- 豆瓣电影上《礁石上的黑狗》的資料 （简体中文）
- 電影礁石上的黑狗劇照師 陳松的部落格 （页面存档备份，存于）
- https://www.sohu.com/a/544031465_121332524
- https://baike.sogou.com/m/fullLemma?lid=210155259&g_ut=3